# Seleção Canadense de Voleibol Masculino
A seleção canadense de voleibol masculino é uma equipe nacional norte-americana de voleibol que representa o Canadá nas competições internacionais. É regulamentada e mantida pela Volleyball Canadá, federação da modalidade no país, e atualmente ocupa a 11ª posição no ranking mundial da FIVB segundo dados de 24 de agosto de 2024.

## História
A primeira aparição internacional de um selecionado canadense de voleibol em competições internacionais ocorreu nos Jogos Pan-Americanos de 1959, em Chicago, seis anos após a filiação da federação nacional junto a FIVB. Na ocasião a equipe finalizou em sexto lugar entre as nove equipes que participaram do evento. Nessa competição o Canadá tem como melhores resultados duas medalhas de bronze, obtidas em San Juan 1979 e Winnipeg 1999.
Nas principais competições de voleibol internacional, o melhor resultado da seleção canadense foi o quarto lugar nos Jogos Olímpicos de 1984, em Los Angeles, e a medalha de bronze na Liga Mundial de 2017.

## Resultados obtidos nos principais campeonatos

### Jogos Olímpicos
| Ano  | Sede           | Classificação |
| ---- | -------------- | ------------- |
| 1976 | Montreal       | 8º            |
| 1984 | Los Angeles    | 4º            |
| 1992 | Barcelona      | 9º            |
| 2016 | Rio de Janeiro | 5º            |
| 2020 | Tóquio         | 8º            |
| 2024 | Paris          | 10º           |

### Campeonato Mundial
| Ano  | Sede                | Colocação |
| ---- | ------------------- | --------- |
| 1974 | México              | 20º       |
| 1978 | Itália              | 20º       |
| 1982 | Argentina           | 11º       |
| 1990 | Brasil              | 12º       |
| 1994 | Grécia              | 9º        |
| 1998 | Japão               | 12º       |
| 2002 | Argentina           | 17º       |
| 2006 | Japão               | 11º       |
| 2010 | Itália              | 19º       |
| 2014 | Polónia             | 7º        |
| 2018 | Itália / Bulgária   | 8º        |
| 2022 | Eslovênia / Polónia | 17º       |

### Copa do Mundo
| Ano  | Sede  | Colocação |
| ---- | ----- | --------- |
| 1977 | Japão | 12º       |
| 1995 | Japão | 10º       |
| 1999 | Japão | 8º        |
| 2003 | Japão | 7º        |
| 2015 | Japão | 7º        |
| 2019 | Japão | 9º        |

### Copa dos Campeões
A seleção canadense nunca participou da Copa dos Campeões.

### Liga das Nações
| Ano  | Sede    | Colocação |
| ---- | ------- | --------- |
| 2018 | Lille   | 7º        |
| 2019 | Chicago | 9º        |
| 2021 | Rimini  | 8º        |
| 2022 | Bolonha | 15º       |
| 2023 | Gdansk  | 12º       |
| 2024 | Łódź    | 6°        |
| 2025 | Ningbo  | 14º       |

### Liga Mundial
| Ano  | Sede           | Colocação |
| ---- | -------------- | --------- |
| 1991 | Milão          | 10º       |
| 1992 | Gênova         | 7º        |
| 1999 | Mar del Plata  | 8º        |
| 2000 | Roterdã        | 11º       |
| 2007 | Katowice       | 13º       |
| 2012 | Sófia          | 12º       |
| 2013 | Mar del Plata  | 5º        |
| 2014 | Florença       | 13º       |
| 2015 | Rio de Janeiro | 15º       |
| 2016 | Cracóvia       | 13º       |
| 2017 | Curitiba       | 3º        |

### Jogos Pan-Americanos
| Ano  | Sede             | Colocação |
| ---- | ---------------- | --------- |
| 1959 | Chicago          | 6º        |
| 1967 | Winnipeg         | 6º        |
| 1971 | Cáli             | 9º        |
| 1975 | Cidade do México | 6º        |
| 1979 | San Juan         | 3º        |
| 1983 | Caracas          | 5º        |
| 1987 | Indianápolis     | 5º        |
| 1991 | Havana           | 6º        |
| 1995 | Mar del Plata    | 5º        |
| 1999 | Winnipeg         | 3º        |
| 2003 | Santo Domingo    | 5º        |
| 2007 | Rio de Janeiro   | 7º        |
| 2011 | Guadalajara      | 6º        |
| 2015 | Toronto          | 3º        |

### Campeonato NORCECA
| Ano  | Sede                       | Classificação |
| ---- | -------------------------- | ------------- |
| 1969 | Cidade do México           | 4º            |
| 1973 | Tijuana                    | 3º            |
| 1975 | Los Angeles                | 4º            |
| 1977 | Santo Domingo              | 5º            |
| 1979 | Havana                     | 2º            |
| 1981 | Cidade do México           | 3º            |
| 1983 | Indianápolis               | 2º            |
| 1985 | Santiago de los Caballeros | 3º            |
| 1987 | Havana                     | 3º            |
| 1989 | San Juan                   | 2º            |
| 1991 | Regina                     | 3º            |
| 1993 | Nova Orleans               | 3º            |
| 1995 | Edmonton                   | 3º            |
| 1997 | San Juan                   | 3º            |
| 1999 | Monterrey                  | 3º            |
| 2001 | Bridgetown                 | 3º            |
| 2003 | Culiacán                   | 2º            |
| 2005 | Winnipeg                   | 3º            |
| 2007 | Anaheim                    | 4º            |
| 2009 | Bayamón                    | 4º            |
| 2011 | Mayagüez                   | 3º            |
| 2013 | Langley                    | 2º            |
| 2015 | Córdoba                    | 1º            |
| 2017 | Colorado Springs           | 3º            |
| 2019 | Winnipeg                   | 3º            |
| 2021 | Durango                    | 2º            |
| 2023 | Charleston                 | 2º            |

### Copa dos Campeões da NORCECA
| Ano  | Sede             | Classificação |
| ---- | ---------------- | ------------- |
| 2015 | Detroit          | 1º            |
| 2019 | Colorado Springs | 3º            |

### Copa Pan-Americana
| Ano  | Sede             | Classificação |
| ---- | ---------------- | ------------- |
| 2006 | Tijuana–Mexicali | 3º            |
| 2007 | Santo Domingo    | 4º            |
| 2008 | Winnipeg         | 2º            |
| 2009 | Chiapas          | 2º            |
| 2010 | San Juan         | 5º            |
| 2011 | Gatineau         | 3º            |
| 2012 | Santo Domingo    | 6º            |
| 2014 | Tijuana          | 7º            |
| 2015 | Reno             | 4º            |
| 2016 | Cidade do México | 3º            |
| 2017 | Gatineau         | 4º            |
| 2018 | Córdoba          | 5º            |
| 2019 | Colima           | 7º            |
| 2021 | Santo Domingo    | 2º            |
| 2022 | Gatineau         | 2º            |
| 2023 | Guadalajara      | 1º            |

### Copa América
| Ano  | Sede                  | Classificação |
| ---- | --------------------- | ------------- |
| 1998 | Mar del Plata         | 6º            |
| 1999 | Tampa                 | 5º            |
| 2000 | São Bernardo do Campo | 5º            |
| 2001 | Buenos Aires          | 6º            |
| 2005 | São Leopoldo          | 5º            |
| 2007 | Manaus                | 5º            |

## Medalhas
| Evento                       | Ouro | Prata | Bronze | Total |
| ---------------------------- | ---- | ----- | ------ | ----- |
| Jogos Olímpicos              | 0    | 0     | 0      | 0     |
| Campeonato Mundial           | 0    | 0     | 0      | 0     |
| Copa do Mundo                | 0    | 0     | 0      | 0     |
| Copa dos Campeões            | 0    | 0     | 0      | 0     |
| Liga Mundial                 | 0    | 0     | 1      | 1     |
| Liga das Nações              | 0    | 0     | 0      | 0     |
| Campeonato NORCECA           | 1    | 7     | 14     | 22    |
| Jogos Pan-Americanos         | 0    | 0     | 3      | 3     |
| Copa Pan-Americana           | 1    | 2     | 3      | 6     |
| Copa América                 | 0    | 0     | 0      | 0     |
| Copa dos Campeões da NORCECA | 1    | 0     | 1      | 2     |
| Total                        | 3    | 9     | 22     | 34    |

## Elenco atual
Última convocação realizada para a disputa do Campeonato Mundial de 2022.

Técnico:  Ben Josephson
| Camisa | Nome             | Posição    | Altura (m) | Peso (kg) | Clube atual               |
| ------ | ---------------- | ---------- | ---------- | --------- | ------------------------- |
| 3      | Derek Epp        | Levantador | 1,96       | 88        | Arago de Sète             |
| 4      | Nicholas Hoag    | Ponteiro   | 2,00       | 91        | Arkas Spor                |
| 5      | Eric Loeppky     | Ponteiro   | 1,97       | 89        | Gioiella Prisma Taranto   |
| 7      | Stephen Maar     | Ponteiro   | 1,99       | 99        | Vero Volley Monza         |
| 8      | Brett Walsh      | Levantador | 1,95       | 85        | PAOK Thessaloniki         |
| 10     | Ryan Sclater     | Oposto     | 2,00       | 92        | Al Jazira Sport Club      |
| 11     | Pearson Eshenko  | Central    | 2,05       | 97        | SVG Lüneburg              |
| 12     | Lucas Van Berkel | Central    | 2,10       | 108       | Tourcoing Lille Métropole |
| 17     | Ryley Barnes     | Ponteiro   | 2,00       | 92        | Tourcoing Lille Métropole |
| 19     | Brodie Hofer     | Ponteiro   | 1,99       | 92        | Trinity Western Spartans  |
| 20     | Arthur Szwarc    | Oposto     | 2,07       | 97        | Vero Volley Monza         |
| 21     | Jackson Howe     | Central    | 1,95       | 95        | Stade Poitevin Poitiers   |
| 22     | Steven Marshall  | Ponteiro   | 1,93       | 87        | Nice Volley-Ball          |
| 24     | Mathias Elser    | Ponteiro   | 1,98       | 78        | Trinity Western Spartans  |